# صوف تحت حرير
صوف تحت حرير مسلسل كويتي، من إخراج محمد دحام الشمري، وتأليف إيمان سلطان.

## القصة
يدور العمل في اطار درامي اجتماعي عائلي، حيث يسلط الضوء علي مشاكل الشباب في المجتمعات العربية في هذه الآونة، ومنها قضية العادات والتقاليد. وتأثير ذلك على الحياة الاجتماعية.

## الممثلون
| اسم الفنان        | الشخصية      |
| ----------------- | ------------ |
| خالد أمين         | يعقوب        |
| إلهام الفضالة     | ليلى         |
| أحمد السلمان      | غانم         |
| عبد الله الباروني | سلمان        |
| فوز الشطي         | نادية        |
| حمد أشكناني       | مشاري / سالم |
| عبد الله السيف    | ضارى         |
| نسمة مصطفى        | مهرة         |
| لولوة الملا       | شهد          |
| احمد الهزيم       | -            |
| مرعي الحليان      | -            |
| مشاعل الشحي       | -            |
| ابرار             | -            |
| لطيفة المجرن      | -            |